# Rio nell’Elba
Rio nell’Elba egy község Elba szigetén. Közigazgatásilag Olaszország Toszkána tartományának Livorno megyéjéhez tartozik.

## Fekvése
Elba sziget északkeleti részén fekvő hegyvidéki település.

## Nevezetességei
- Szent Jakab apostol tiszteletére szentelt templom (olaszul Chiesa di San Giacomo Apostolo).
- A község védőszentje Szent Jakab apostol, ünnepnapja július 25.